# 589841 Strobl
589841 Strobl este o planetă minoră (asteroid) din centura de asteroizi. A fost descoperită pe 28 octombrie 2010 la Piszkéstetői Obszervatórium⁠(d) de Štefan Kürti⁠(d) și a fost numită după Alajos Stróbl. 
Obiectul prezintă o orbită caracterizată de o semiaxă mare de 3,1608443438695 UAi, o excentricitate de 0,08262357812945, o înclinație de 8,2626698689541 ° în raport cu ecliptica.